# Лига Справедливости: Парадокс источника конфликта
Лига справедливости: Парадокс источника конфликта (англ. Justice League: The Flashpoint Paradox) — американский анимационный фильм 2013 года, выпущенный сразу на видео и основанный на кроссовер-серии комиксов Flashpoint. Является семнадцатым, входящим в состав оригинальной анимационной вселенной DC. Фильму был присвоен рейтинг PG-13. Существуют версии на одном DVD, специальная двухдисковая и Blu-Ray. В создании участвовала аниме-студия Studio 4°C.
Что касается названия, то его вернее определять как «Временной парадокс Флэша». Дословно flashpoint — это точка воспламенения, предел. В данном случае речь идет о парадоксе путешествия во времени.

## Сюжет
Барри Аллен — самый быстрый человек на Земле. Много лет назад его мать Нора Аллен была убита грабителем. Спустя годы Барри стал Флэшем — супергероем Централ-сити. Вскоре он стал одним из членов команды «Лига справедливости». Однажды, сражаясь со своим заклятым врагом Профессором Зумом, Барри понимает, что не может пережить смерть матери. Он бежит по дороге и прыгает в Силу Скорости (измерение, из-за которого он и стал «алым бегуном») и спасает свою мать от убийства.
Проснувшись, Барри с ужасом понимает, что всё перевернулось: его мать жива и невредима, у его невесты Айрис есть муж и ребёнок, у него нет силы скорости, «Лига справедливости» не существует в этом мире, а единственный член команды, который защищает мир, — это Бэтмен. Оказывается, Барри изменил реальность очень сильно: Супермена 30 лет держат в камере, сдерживающей его силы, Хэл Джордан не нашёл кольцо, Чудо-женщина воюет с Акваменом, в Готэм-сити был убит маленький Брюс, а его родители остались в живых. Но если Томас Уэйн занял место Бэтмена, пусть и с жестокими методами, то Марта стала сумасшедшим Джокером. На экранах Централ-сити показывают, как новый герой города — Гражданин Холод — сражается с Капитаном Бумерангом. Также назревает война между Чудо-женщиной и Акваменом, а Киборг, работающий на правительство США, пытается её остановить. Барри отправляется к Томасу, и они вместе создают устройство, которое возвращает Флэшу суперскорость. Во время масштабной битвы между двумя сторонами появляется Профессор Зум, который стал неким «парадоксом» из-за изменённой реальности. Тоун жестоко избивает Флэша, но его самого убивает тяжелораненый Бэтмен. Спасённый Барри из последних сил использует силу скорости и останавливает свою раннюю версию, которая решила спасти свою мать в начале фильма. Всё возвращается на свои места: «Лига справедливости» вновь защищает мир, а Флэш передаёт Брюсу письмо от Томаса, которое Уэйн-старший написал для сына, если бы Барри вновь сделал реальность прежней. Растроганный до глубины души Брюс благодарит Барри, который возвращается в Централ-сити и вновь защищает город от суперзлодеев и преступников.

## Роли озвучивали
- Джастин Чэмберс — Флэш / Барри Аллен
- Си Томас Хауэлл — Эобард Тоун / Профессор Зум
- Кевин Маккидд — Томас Уэйн / Бэтмен
- Майкл Б. Джордан — Виктор Стоун / Киборг
- Кэри Элвес — Аквамен / Артур Карри
- Ванесса Маршалл — Чудо-женщина / Диана из Темискиры
- Нейтан Филлион — Зелёный Фонарь / Хэл Джордан
- Сэм Дэйли — Супермен
- Кевин Конрой — Брюс Уэйн / Бэтмен
- Дана Дилейни — Лоис Лейн
- Дэнни Хьюстон — Генерал Сэм Лейн
- Стивен Блум — Лекс Лютор, Капитан Гром
- Рон Перлман — Слэйд Уилсон / Детстроук
- Ди Брэдли Бейкер — Этриган, Трикстер, Кентербери Крикет
- Грей ДеЛизл — Нора Аллен, Барри Аллен в детстве, Марта Уэйн
- Дженнифер Хейл — Айрис Аллен, Билли Бэтсон
- Дэнни Джейкобс — Шулер[англ.], Капитан Холод
- Питер Джессоп — доктор Нуидис Вулко
- Алексис Лэнг — Капитан Атом
- Кэнди Майло — Персефона
- Кевин Майкл Ричардсон — президент США, Джеймс
- Андреа Романо — Дорис, Ведущая новостей Централ-Сити
- Джеймс Патрик Стюарт — Стив Тревор, Орм Карри / Повелитель Океана, Капитан Бумеранг
- Хинден Уолш — Йо-Йо

## Саундтрек
Альбом вышел в 2013 году.

### Список композиций
| Номер | Название трека           |
| ----- | ------------------------ |
| 01    | The Incident             |
| 02    | Rogue                    |
| 03    | Justice League           |
| 04    | Mother                   |
| 05    | Sin City                 |
| 06    | The Beginning of the End |
| 07    | Inside the Batcave       |
| 08    | Chased by Amazons        |
| 09    | Atlantian War            |
| 10    | Recreation               |
| 11    | Redux                    |
| 12    | Flash Reborn             |
| 13    | A Darker Past            |
| 14    | Hal Jordan               |
| 15    | Superman                 |
| 16    | Faster Than Bullets      |
| 17    | The Mission of a Soldier |
| 18    | Aquaman’s Army           |
| 19    | Worlds Collide           |
| 20    | Aquaman vs. Wonder Woman |
| 21    | Thawne’s Play            |
| 22    | I Changed Something      |
| 23    | The Fallen               |
| 24    | The Blood of Hope        |
| 25    | Last Man Standing        |
| 26    | Hell of a Messenger      |
| 27    | This Is Classified       |
| 28    | Lost Family              |